# Hoops (serie de televisión)
Hoops es una serie web animada estadounidense para adultos creada por Ben Hoffman para Netflix que se lanzó el 21 de agosto de 2020. En diciembre de 2020, la serie fue cancelada después de una temporada.

## Premisa
Hoops sigue a Ben Hopkins, «un entrenador de baloncesto de secundaria impetuoso y malhablado que piensa que cambiar a su equipo lo llevará a las—grandes ligas—y cambiará su miserable vida».

## Elenco y personajes

### Principales
- Jake Johnson como Entrenador Ben Hopkins
- Ron Funches como Ron
- Cleo King como Opal Lowry
- Natasha Leggero como Shannon
- A. D. Miles como Matty Atkins
- Rob Riggle como Barry Hopkins

### Recurrentes
- Nick Swardson como Scott
- Sam Richardson como Marcus
- Ben Hoffman como Time Bomb
- Eric Edelstein como Kirk
- Mary Holland como Connie
- Gil Ozeri como Isaac
- Steve Berg como DJ
- Max Greenfield como Lonnie Seymour

### Invitados
- Guy Fieri como Él mismo
- Damon Wayans Jr. como Damian Chapman
- Hannah Simone como Dr. Brooks
- Will Forte como Dawa

## Episodios
| N.º | Título                    | Dirigido por | Escrito por                 | Fecha de lanzamiento original | Código de prod. |
| --- | ------------------------- | ------------ | --------------------------- | ----------------------------- | --------------- |
| 1   | «The Pilot»               | Pablo Solis  | Ben Hoffman                 | 21 de agosto de 2020          | 1AZB01          |
| 2   | «My Two Dads»             | Ron Rubio    | Annabel Seymour             | 21 de agosto de 2020          | 1AZB02          |
| 3   | «Ethics»                  | James Kim    | Ari Berkowitz               | 21 de agosto de 2020          | 1AZB03          |
| 4   | «The Sponsor»             | Mollie Helms | Evan Mann y Gareth Reynolds | 21 de agosto de 2020          | 1AZB04          |
| 5   | «Matty Gets a Girlfriend» | Pablo Solis  | Mike Gibbons                | 21 de agosto de 2020          | 1AZB05          |
| 6   | «Zen»                     | Ron Rubio    | Ben Hoffman                 | 21 de agosto de 2020          | 1AZB06          |
| 7   | «The Strike»              | Mollie Helms | Steven J. Murphy            | 21 de agosto de 2020          | 1AZB07          |
| 8   | «Death»                   | James Kim    | Evan Mann y Gareth Reynolds | 21 de agosto de 2020          | 1AZB08          |
| 9   | «The Road Game»           | Pablo Solis  | M. Dickson                  | 21 de agosto de 2020          | 1AZB09          |
| 10  | «The Scout»               | Ron Rubio    | Charla Lauriston            | 21 de agosto de 2020          | 1AZB10          |

## Producción

### Desarrollo
El 3 de octubre de 2018, se anunció que Netflix le había dado a la producción luz verde para una primera temporada de diez episodios. La serie fue creada por Ben Hoffman, quien también fungue como productor ejecutivo junto a Phil Lord, Christopher Miller, Seth Cohen, M. Dickson y Jake Johnson. Las compañías productoras involucradas están compuestas por Bento Box Entertainment y 20th Television. La serie estrenó el 21 de agosto de 2020. El tráiler oficial de la serie se lanzó el 6 de agosto de 2020. El 8 de diciembre de 2020, Netflix canceló el programa después de una temporada.

### Selección del reparto
Junto con el anuncio del pedido de la serie, se confirmó que Jake Johnson iba a protagonizar la serie. En julio de 2020, se anunció que Natasha Leggero, Rob Riggle, Ron Funches, Cleo King y A. D. Miles fueron elegidos para los papeles protagónicos.